# The Quilt
The Quilt é o quarto álbum de estúdio do conjunto musical estadunidense Gym Class Heroes, gravado pela Fueled By Ramen e pela Decaydance Records. As quatorze faixas foram produzidas por Patrick Stump com Cool & Dre, Tricky Stewart e Allstar. Os artistas Busta Rhymes, Estelle, The-Dream e Daryl Hall do Hall and Oates também participam da gravação do álbum.

## Faixas
Todas as faixas por Gym Class Heroes.
1. "Guilty as Charged" — 4:00
2. "Drnk Txt Rmeo" — 3:25
3. "Peace Sign/Index Down" — 4:01
4. "Like Father, Like Son (Papa's Song)" — 4:16
5. "Blinded by the Sun" — 3:00
6. "Catch Me If You Can" — 5:07
7. "Cookie Jar" — 3:35
8. "Live a Little" — 3:43
9. "Don't Tell Me It's Over" — 4:11
10. "Live Forever (Fly with Me)" — 7:09
11. "Kissin' Ears" — 3:42
12. "Home" — 5:09
13. "No Place to Run" — 3:45
14. "Coming Clean'" — 3:02

## Formação
Canções interpretadas por Gym Class Heroes, com Travis McCoy como vocalista, Disashi Lumumba-Kasongo como guitarrista, Eric Roberts como baixista, Matt McGinley como baterista e percussionista. Outros artistas participam da gravação do álbum: Estelle interpreta na canção "Guilty as Charged", Patty Crash interpreta em "Drnk Txt Rmeo", "Peace Sign/Index Down" é gravada com Busta Rhymes, em "Blinded by the Sun" Patrick Stump participa, "Cookie Jar" é gravada com a voz de The-Dream, "Don't Tell Me It's Over" com Lil Wayne, "Live Forever (Fly with Me)" com Daryl Hall, e "Kissin' Ears" também com The-Dream.